# Ледоколы проекта 21180
Ледоколы проекта 21180 — проект российских вспомогательных дизель-электрических ледоколов нового поколения с мощным энергетическим комплексом, современной гребной электроустановкой российского производства, большим объёмом помещений и расширенными функциональными возможностями.
Ледокол «Илья Муромец» стал первым за 45 лет ледоколом, созданным исключительно для нужд ВМФ России.

## Проект
Технический проект ледокола разработан АО КБ «Вымпел» по заказу АО «Адмиралтейские верфи» (главный конструктор М. В. Бахров). Рабочая конструкторская документация разработана совместно Инженерным центром АО «Адмиралтейские верфи» и ОАО КБ «Вымпел». Ледокол имеет ледовый класс Icebreaker6 и спроектирован в соответствии с требованиями «Правил морского регистра судоходства».
В 2018 году в КБ «Вымпел» была закончена разработка модернизированного проекта на основе проекта ледоколов 21180. Проект получил обозначение 21180М.
Назначение
Ледоколы проекта 21180 предназначены для обеспечения деятельности Арктической группировки ВМФ России. 
Выполняет следующие задачи:
- патрулирование территории Арктической зоны.
- осуществляет буксировку других кораблей.
- прокладывает путь во льдах для кораблей не ледового класса.
- снабжение береговых, островных баз и аэродромов, расположенных в Арктической зоне.
- транспортирует грузы.
- перевозит дополнительные экипажи (до пятидесяти человек).
- ледокол будет также использоваться учеными при проведении гидрографических исследований.

## Особенности конструкции
В носовой части ледокола размещена вертолётная площадка которая может принимать вертолёты типа Ка-32 или Ка-27. На палубе ледокола имеется место для многофункционального рабочего катера БЛ-820, использующего надувной борт.
Для транспортировки грузов используется грузовой трюм объёмом 500 м³, а также палуба на юте площадью 380 м², на которой установлены специальные контейнеры-рефрижераторы. Грузоподъемность ледокола равна 500 тоннам. Погрузочно-разгрузочные операции проводятся с помощью 21-метрового крана грузоподъемностью 26 тонн. Дополнительно, на ледоколе установлен кран-манипулятор, грузоподъемностью 2 тонны.
Для сбора разлившейся нефти на ледоколе имеется 400 метров боновых заграждений и катер-постановщик для них. Для тушения пожаров предусмотрены два лафетных водопенных ствола и пожарный насос.
ГЭУ состоит из четырёх дизель-генераторов общей мощностью 10 400 кВт (каждый генератор имеет мощность в 2600 кВт). На ледокол установлены две поворотные на 360 градусов винто-рулевые колонки (ВРК) с гребными винтами приводимыми в движение двумя электродвигателями мощностью по 3500 кВт каждый (электродвигатели произведены в Санкт-Петербурге на заводе ООО «ЛЭЗ» входящем в концерн «Русэлпром», ВРК производства SteerProp (Финляндия).
Кроме того, некоторые военные СМИ сообщают, что по проекту в случае проведения мобилизации вспомогательных судов, между вертолётной площадкой и надстройкой ледокола можно установить артустановку типа АК-230, АК-630 или АК-306.

### Проект 21180М
В ледоколах проекта 21180М уменьшены водоизмещение и осадка, что позволит их использовать в мелководных акваториях. Предназначены для осуществления всех видов ледокольных работ при самостоятельной проводки кораблей и судов в условиях сложной ледовой обстановки. Также могут привлекаться для буксирного обеспечения, оказания помощи, или для доставки грузов в сложных ледовых условиях.
Ледоколы проекта 21180М являются облегченным и удешевлённым вариантом основного проекта 21180. Главным их отличием является уменьшение размеров корпуса, уменьшены водоизмещение и осадка. Данная серия ледоколов получит систему автоматизированного управления — ИСУ ТС «Залив-ЛК-21180».

## Строительство

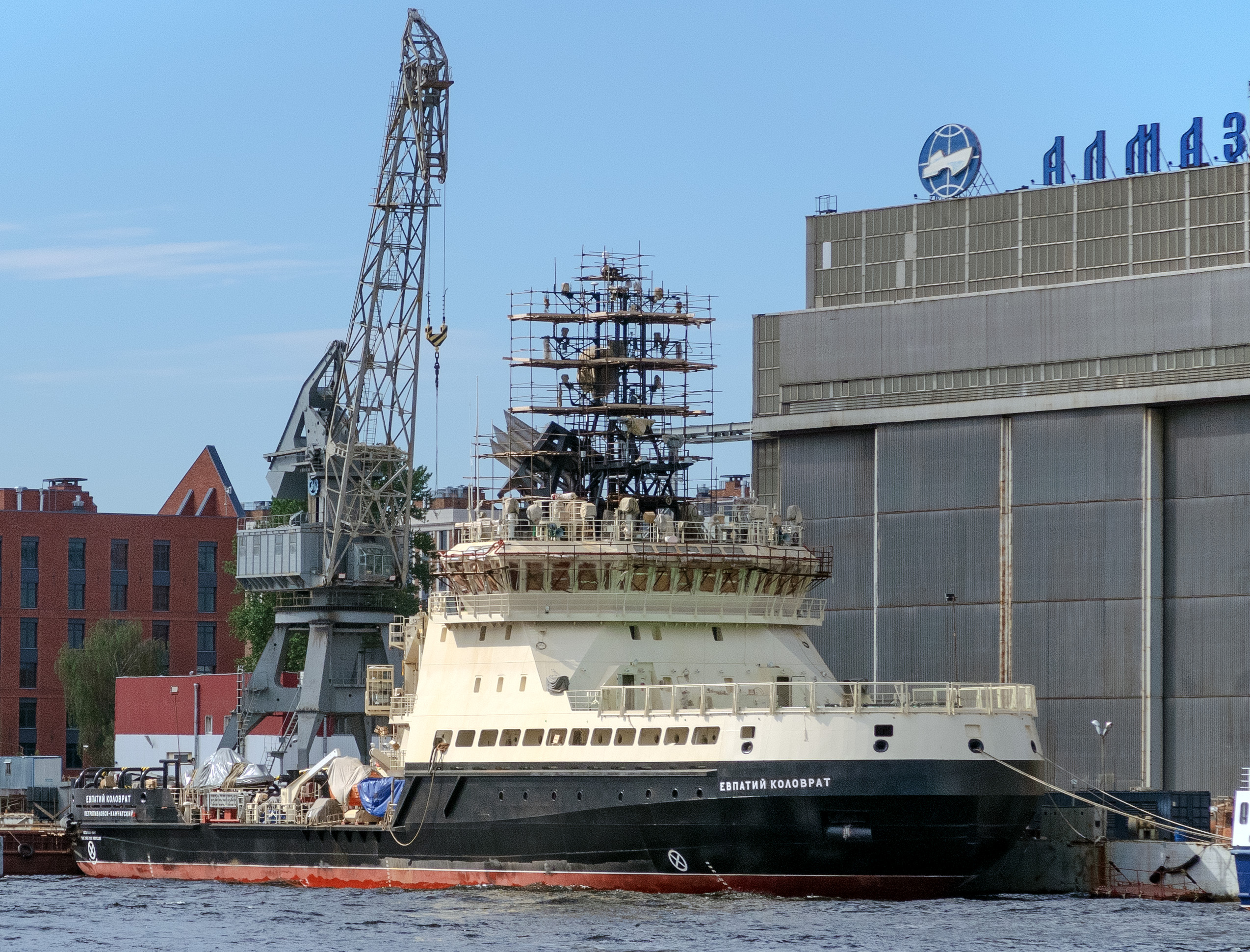
Строящийся ледокол «Евпатий Коловрат» в июне 2022

Строительство головного ледокола серии, получившим название «Илья Муромец» (зав. № 02470), начато в 2014 году в АО «Адмиралтейские верфи» (главный конструктор А. Ю. Юрьев, ответственный сдатчик М. А. Тимофеев). Закладка состоялась 23 апреля 2015 года. Торжественная церемония спуска судна состоялась 10 июня 2016 года. В этот же день было заявлено, что ледокол «Илья Муромец» станет единственным построенным кораблём данного проекта, а усилия будут направлены на строительство кораблей проектов 23550 и 03183. Военно-морской флаг и передача ледокола «Илья Муромец» ВМФ России состоялись 30 ноября 2017 года. Судно совершило первый переход с Балтийского моря в Кольский залив и прибыло на Северный флот 2 января 2018 года. 24 апреля 2018 года в рамках продолжения ледовых испытаний ледокол прибыл в район пролива «Карские Ворота».
В апреле 2017 года появилась информация, согласно которой серия может быть продолжена строительством двух ледоколов модернизированного удешевленного проекта 21180М, с меньшей осадкой («река-море»), длиной около 80 м и водоизмещением около 4000 тонн.
12 декабря 2018 года на верфи судостроительной компании «Алмаз» (Санкт-Петербург) прошла закладка ледокола по модернизированному «облегченному» проекту 21180М (заводской № 800). 
Ледокол, получивший название «Евпатий Коловрат», строится в интересах ТОФ ВМФ России; ледокол спущен на воду в конце декабря 2020 года. В мае 2023 года ледокол вошёл в зону ответственности ТОФ в Индийском океане в районе острова Шри-Ланка, в конце года его государственные испытания завершаются.

## Представители проекта
| Название           | Проект | Зав. № | Заложен    | Спущен на воду | Введён в строй | Статус                 |
| ------------------ | ------ | ------ | ---------- | -------------- | -------------- | ---------------------- |
| «Илья Муромец»     | 21180  | 02470  | 23.04.2015 | 10.06.2016     | 30.11.2017     | В составе СФ, в строю  |
| «Евпатий Коловрат» | 21180М | 800    | 12.12.2018 | 12.2020        | 26.07.2024     | В составе ТОФ, в строю |
| «Святогор»         | 21180М | 801    | 1.09.2023  |                |                | Строится.              |

## Тактико-технические характеристики

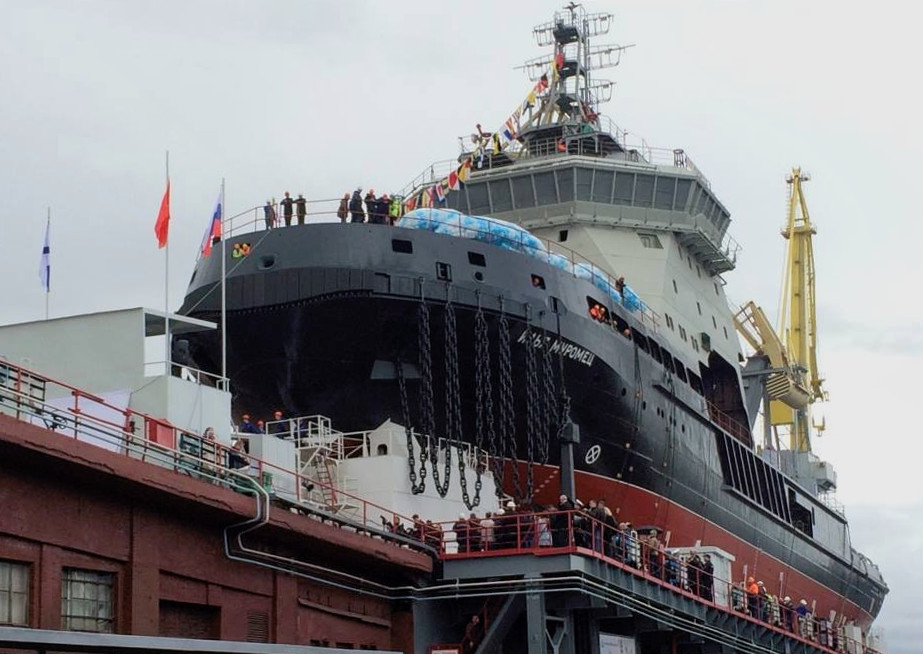
Церемония спуска

| Значение                        | Проект 21180                         | Проект 21180М                        |
| ------------------------------- | ------------------------------------ | ------------------------------------ |
| водоизмещение, т                | 6000                                 | 4080                                 |
| длина наибольшая, м             | 85,0 (79,5 по КВЛ)                   | 82,0                                 |
| ширина наибольшая, м            | 20,0                                 | 19,0                                 |
| высота борта, м                 | 9,2                                  |                                      |
| осадка наибольшая, м            | 6,8 (5,9 минимальная)                | 4,6                                  |
| мощность ГЭУ, МВт               | 10,4                                 |                                      |
| движители:                      | ВРК × 2 по 3,5 МВт                   |                                      |
| скорость полного хода, узлов    | 15,0 (11,0 экономическая)            | 14,0                                 |
| дальность плавания, миль        | 9000                                 | 7600                                 |
| автономность, суток             | 30 по топливу/ 60 по провизии        | 30                                   |
| толщина преодолеваемого льда, м | 1,0 (на 2 узлах); 1,5 м (наибольшая) | 1,0 (на 2 узлах); 1,5 м (наибольшая) |
| экипаж, чел                     | 32                                   | 30                                   |
| дополнительный экипаж, чел.     | 50                                   |                                      |